# Esperanza González Puig

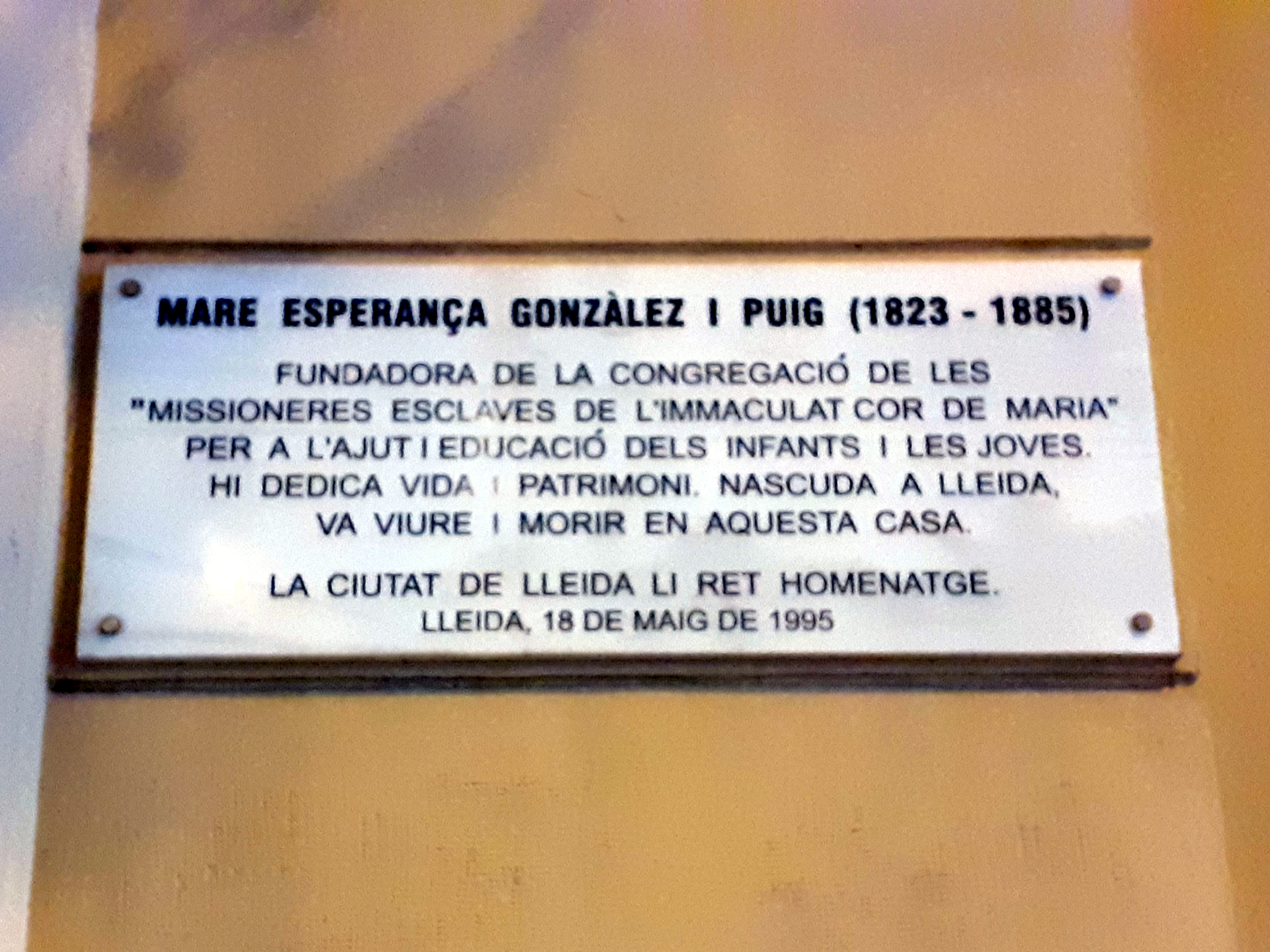
Placa en la casa donde vivió y murió Esperanza González Puig en Lérida

Esperanza González Puig (Lérida, 19 de mayo de 1823 - 5 de agosto de 1885) fue una religiosa catalana, fundadora de las Misioneras Esclavas del Inmaculado Corazón de María. En 2006 fue proclamada venerable por la Iglesia católica.

## Biografía
Esperanza González Puig nació en Lérida el día 19 de mayo de 1823 y fue bautizada en la iglesia parroquial de Sant Joan. A su vez, Madre Esperanza nació en la vida consagrada en Lérida el 21 de mayo de 1862 con la fundación de la Congregación Misioneras Esclavas del Inmaculado Corazón de María, donde el amor al prójimo lo manifestó con una dedicación especial a las necesidades y ayuda espiritual y material a la mujer marginada.
Primeros años
Esperanza creció en la devoción y tuvo especial inclinación para la vida contemplativa . 
En 1832 con 9 años toma la primera comunión, un poco pronto para lo que era habitual en la época. El confesor Josep Vidal tiene la iniciativa a raíz de la preparación de Esperanza en penitencias, oraciones, lecturas y sacrificios.
Esta voluntad de aislamiento en la oración chocaba con el deseo de trabajar en el mundo por el reinado de Cristo. 
Fundación
No fue hasta el 19 de septiembre de 1851, con 28 años, cuando tuvo una visión que la llevó a la fundación de un instituto femenino a favor de la mujer marginada, inspirado en las Carmelitas Descalzas. Una congregación de vida austera y penitente, con religiosas dedicadas al ejercicio de la caridad.
A pesar de los obstáculos con los que se topó, la fundación salió adelante y el nuevo Instituto femenino fue autorizado por Josep Ricart, vicario capitular en tiempos de su vacante. 
El 21 de mayo de 1862  Esperanza González junto con otras tres mujeres iniciaron la vida en comunidad y comenzaron un mes de ejercicios espirituales. Al cerrar éstos, el 19 de junio. las cuatro vestirían el hábito. 
Tanto la fundación como el asilo se instalaron en la casa de los González, al final de la calle San Antonio, esta había sido convento de los Antonianos y había adquirida por el padre de la Madre Esperanza. 
Fueron años en los que la orden se consolidó y creció y después se expandió. 
El 15 de septiembre de 1863 llegó la aprobación diocesana del obispo Puigllat. 
En 1867 eran 21 religiosas y 15 las mujeres acogidas, y en 1870 las religiosas eran 27 y las mujeres acogidas, 58. También había extendido ramas en Figueras y Jaca, llegando hoy a tener casas en la península ibérica y Sudamérica.
Desarrollo y extensión del Apostolado
Tuvo que superar muchas dificultades. Su hermano, Francisco, se ordenó sacerdote y se convirtió en el más firme puntal de la obra fundada por su hermana.
Cedió la casa solariega familiar, junto a la huerta, a Esperanza para que fuera la cuna y el hogar del instituto. El 27 de marzo de 1879, fundó en Figueras y el 20 de noviembre de 1884, abrió el colegio de Jaca (Huesca) para señoritas. 
Llegaron a Mahón (Menorca) el día 3 de febrero de 1887 para hacerse cargo de una casa-asilo, y más tarde se abrió un colegio, atendiendo al mismo tiempo a las niñas de la Junta de Protección de Menores.
Defunción
La madre Esperanza murió el día 5 de agosto de 1885 víctima de la epidemia colérica que sufrió la ciudad. No puede olvidarse la singularidad del carisma que quiso la madre Esperanza para el Instituto: la atención a la mujer marginada, aquella que ni siquiera era considerada prójimo ya la que quiso dar amorosa acogida. 
Legado
La Congregación obtuvo el Decreto de alabanza de la Curia romana en 1887; la aprobación de León XIII en 1896; y la aprobación de las Constituciones en 1901.
Su proceso de beatificación se abrió a instancia de la congregación que fundó. El 28 de abril de 2006 fue declarada venerable por Benedicto XVI .